# الرحیه (سوریه)
الرحیه (به عربی: الرحیة) یک روستا در سوریه است که در ناحیه حمرا واقع شده‌است. الرحیه ۱٬۷۱۵ نفر جمعیت دارد.